# Pelicar
Pelicar (fl. XV secolo) fu un re di etnia Guanci di menceyato di Icode, Tenerife, Isole Canarie.
Alleato di re Bencomo, del Menceyato di Taoro, allo scopo di respingere l'invasione spagnola del 1494. Infine, dopo due sconfitte consecutive e la perdita di importanti Re Guanci, Bencomo, Tinguaro e Bentor, il mencey di Icode si arrende, e, nel 1496 firma con gli spagnoli, il trattato di pace di Los Realejos.
Pelicar venne inviato alla presenza della corte dei Re Cattolici da Alonso Fernández de Lugo, insieme ad altri sei monarchi aborigeni, ma fu venduto come schiavo. Probabilmente la sua destinazione finale fu Siviglia, ma non è disponibile alcuna documentazione che dimostri se da uomo libero, o da schiavo.